# Jonna Nordenskiöld
Jonna Maria Nordenskiöld, ursprungligen Bergstrand, född 26 mars 1971 på Lidingö, är en svensk dramatiker, regissör och författare. 

## Biografi
Nordenskiöld gick skrivarverkstad på Jakobsbergs folkhögskola. Hon utexaminerades från dramatik- och dramaturgilinjen på Dramatiska Institutet 2000. Hon debuterade 1998 med pjäsen Jonna Ponna!, som spelades på DI, Stockholms stadsteater, i Örebro och i Tyskland. För den pjäsen tilldelads hon 2000 Deutscher Kindertheaterpreis. I samband med att hon skrev Jonna Ponna! bytte hon till sin adliga mormors namn, Nordenskiöld. Hennes regidebuterade 2000 med sin slutproduktion vid DI, pjäsen Pälsänglar på Dramaten.
Hon har skrivit operalibretton, pjäser för TV och ett flertal teaterpjäser i Sverige och utomlands. Lilla kritikerpriset 2001 för En äldre herre på 6 år. Hon dramatiserade Astrid Lindgrens Allra käraste syster (2006) för Stockholms stadsteater. 14 november 2007 hade hon premiär på nyskrivna sång- och dansföreställningen Pippi Långstrump - världens starkaste på Kulturhuset Stadsteatern, för att fira att det var 100 år sedan Astrid Lindgren föddes.
Hon nominerades 2007 till barnteaterorganisationen Assitejs pris ”International Award for Artistic Excellence”.
Hon är gift med Peter Barlach och de har tre döttrar tillsammans. 

## Teater

### Regi (ej komplett)
| År   | Produktion                            | Upphovsmän                                                        | Teater                   |
| ---- | ------------------------------------- | ----------------------------------------------------------------- | ------------------------ |
| 2000 | Pälsänglar                            | Jonna Nordenskiöld                                                | Dramaten                 |
| 2002 | Hjärtecross                           | Jonna Nordenskiöld                                                | Lejonkulan, Dramaten     |
| 2003 | Tiokronorsflickan                     | Jonna Nordenskiöld                                                | Dramaten                 |
| 2005 | Betongsocker och förortsmys           | Jonna Nordenskiöld                                                | Stockholms stadsteater   |
| 2006 | Allra käraste syster                  | Astrid Lindgren Dramatisering Jonna Nordenskiöld                  | Stockholms stadsteater   |
| 2007 | Pippi Långstrump                      | Astrid Lindgren Dramatisering Jonna Nordenskiöld                  | Stockholms stadsteater   |
| 2009 | En dag skall jag berätta om min mamma | Karin Thunberg                                                    | Stockholms stadsteater   |
| 2009 | Ett litet drömspel                    | Staffan Westerberg                                                | Stockholms stadsteater   |
| 2012 | From Sammy with love                  | Jonna Nordenskiöld                                                | Stockholms stadsteater   |
| 2017 | Den tatuerade änkan                   | Lars Molin                                                        | Scalateatern             |
| 2018 | LasseMaja och Hamletmysteriet         | Jonna Nordenskiöld och Martin Widmark                             | Dramaten                 |
| 2021 | Roberts Broberg- och dalbana          | Jonna Nordenskiöld                                                | Kulturhuset Stadsteatern |
| 2022 | Love me Tinder                        | Jonna Nordenskiöld, Peter Barlach, Joel Sahlin och Sara Niklasson | Kulturhuset Stadsteatern |

### Dramatik
- Jonna Ponna!, 1998
- 3+1, 1999
- Pälsänglar, 2000
- Syskonsalt, 2000
- Stackars mig, 2001
- En äldre herre på sex år, 2001
- Förrådd, 2001
- Hjärtecross, 2002
- Nefertitis barn, 2002
- Tiokronorsflickan, 2003
- Kom så gifter vi oss, 2004
- Betongsocker och förortsmys, 2005
- Med huvudet i en guldfiskskål, 2010
- Blev det inte mer än såhär?, 2011
- From Sammy with love, 2012
- LasseMaja och Hamletmysteriet, tillsammans med Martin Widmark 2018